# أكاديمية قطر لعلوم الطيران
أكاديمية قطر لعلوم الطيران (بالإنجليزيية: Qatar Aeronautical Academy - QAA) مؤسسة علمية في دولة قطر عام 1977م في الدوحة بالتعاون مع برنامج الأمم المتحدة الإنمائي. تم تغيير الاسم من «كلية قطر لعلوم الطيران» في عام 2019م بقرار من الديوان. تقدم المؤسسة خدمات علمية في مجال الطيران حيث تقوم بإعداد الطيارين ومهندسي صيانة الطائرات ومراقبي الحركة الجوية وأخصائيي الأرصاد الجوية وموظفي إدارة عمليات المطار وموظفي الأمن والهجرة. هذا بالإضافة إلى تقديم دورات قصيرة في مجموعة من التخصصات المتعلقة بالطيران.

## برامج
تقدم أكاديمية قطر لعلوم الطيران برامج عدة في إعداد الطيران، ومهندسي صيانة الأرصاف. تشمل أنشطتها، على وجه العموم، البرامج الآتية:
1. البرنامج التأسيسي
2. البرامج المهنية (Professional programs)
3. برامج الشهادة (Degree Programs) في مستوى بكالوريوس، والماجستير والدكتوراه.

### لغة التدريس
تقدم الدروس في اللغتين الإنجليزية والعربية.